# 2016 ve filmu
Toto je seznam filmů, jejichž premiéra se uskutečnila v roce 2016.
Seznamy jsou řazeny dle data vydání filmu.

## České filmy
- 5 October (slovensko-český dokumentární film, režie: Martin Kollar)
- Adelheid, obnovená premiéra (režie: František Vláčil)
- Ani ve snu! (režie: Petr Oukropec; 28. duben – Česko)
- Decibely lásky (režie: Miloslav Halík)
- Doma je tady (rakousko-český film, režie: Tereza Kotyk)
- Dvojníci (režie: Jiří Chlumský; 17. března – Česko)
- Hlas pro římského krále (režie: Václav Křístek; 15. květen – Česko)
- Instalatér z Tuchlovic (režie: Tomáš Vorel)
- Já, Olga Hepnarová (režie: Tomáš Weinreb, Petr Kazda; 11. únor na Berlinale, 24. březen – Česko)
- Jak básníci čekají na zázrak (režie: Dušan Klein; 14. duben – Česko)
- Jak se zbavit nevěsty (režie: Tomáš Svoboda; 28. duben – Česko)
- Jan Žižka Psanec (24. listopad – Česko)[zdroj?]
- Každý milion dobrý (režie: Zdeněk Zelenka; 1. květen – Česko)
- Krycí jméno Holec (režie: Franz Novotny)
- Lída Baarová (režie: Filip Renč; 21. leden – Česko)
- Masaryk (režie: Julius Ševčík)
- Menandros & Thaïs (režie: Antonín Šilar, Ondřej Cikán; 21. březen / 28. duben – Česko)
- Ministerstvo lásky (chorvatsko-český film, režie: Pavo Marinković)
- Muzikál aneb Cesty ke štěstí (režie: Slobodanka Radun; 14. leden – Česko)
- Nikdy nejsme sami (režie: Petr Václav; 14. únor na Berlinale, 7. duben – Česko)
- Pirko (česko-slovenský film, režie: Lucia Klein Svoboda a Petr Klein Svoboda)
- Pohádky pro Emu (režie: Rudolf Havlík)
- Polednice (režie: Jiří Sádek; 3. březen – Česko)
- Prázdniny v Provence (režie: Vladimír Michálek)
- Případ pro malíře (režie: Lucie Bělohradská; 17. leden – Česko)
- Richard Müller: Nepoznaný (česko-slovenský dokumentární film; režie: Miro Remo)
- Rudý kapitán (režie: Michal Kollár; 10. březen – Česko, Polsko a Slovensko)
- Sibiřský deník (lotyšsko-finsko-český film, režie: Viesturs Kairišs)
- Strašidla (režie: Zdeněk Troška; 18. srpen – Česko)
- Tanečnice (francouzsko-belgicko-český film, režie: Stéphanie Di Giusto)
- Teorie tygra (režie: Radek Bajgar; 31. březen – Česko)
- Učitelka (režie: Jan Hřebejk; 21. červenec – Česko a Slovensko)
- Ústava (chorvatsko-česko-slovinsko-makedonský film, režie: Rajko Grlić)
- V jiném stavu (studentský film; režie: Jiří Kunst)
- Vlk z Královských Vinohrad (režie: Jan Němec; 2. červenec v Karlových Varech, 15. září – Česko)
- Zátopek (režie: David Ondříček)
- Zero (maďarsko-česko-německý film, režie: Gyula Nemes)
- Zkáza krásou (dokumentární film; režie: Helena Třeštíková, Jakub Hejna; 7. leden – Česko)
- Zločin v Polné (televizní film; režie: Viktor Polesný, Václav Šašek; 22. leden – Česko)
- Zloději zelených koní (režie: Dan Wlodarczyk; 15. září – Česko)

## Zahraniční filmy
- Pátá vlna (15. leden – USA)
- Alvin a Chipmunkové: Čiperná jízda (28. leden – USA)
- Pomáda: Živě (televizní film; 31. leden – USA)
- Deadpool (8. února premiéra v Paříži, 12. únor – USA)
- Théo a Hugo (režie: Olivier Ducastel, Jacques Martineau; 15. únor na Berlinale, 2. březen – Francie)
- Zootropolis: Město zvířat (4. březen – USA)
- Kung Fu Panda 3 (17. březen – USA)
- Batman v Superman: Úsvit spravedlnosti (25. březen – USA)
- Kniha džunglí (21. duben – USA)
- King Cobra (16. duben na tribeckém festivalu)
- Bastille Day (22. dubna – VB)
- Captain America: Občanská válka (6. květen – USA)
- Café Society (11. května zahájilo festival v Cannes)
- Paterson (16. květen v Cannes)
- Gimme Danger (dokument; 16. květen v Cannes)
- Božská Florence (26. květen – VB)
- Alenka v říši divů: Za zrcadlem (26. květen – USA)
- X-Men: Apokalypsa (27. květen – USA)
- V zajetí démonů 2 (9. červen – USA)
- Warcraft: První střet (10. červen – USA)
- Vinnetou: Nový svět
- Vinnetou: Tajemství Stříbrného jezera
- Vinnetou: Poslední bitva
- Hledá se Dory (16. červen – USA)
- Den nezávislosti 2 (30. červen – USA)
- Angry Birds ve filmu (30. červen – USA)
- Tarzan (7. červenec – USA)
- Očista: Volební rok (7. červenec – USA)
- Star Trek: Do neznáma (8. červenec – USA)
- Knights of the Roundtable: King Arthur (21. červenec – USA)
- Jason Bourne (25. červenec – USA)
- Sebevražedný oddíl (5. srpen – USA)

- Za každou cenu (12. srpen – USA)
- Spectral (18. srpen – USA)
- Love Twice ( 6. říjen – USA)
- Volání netvora: Příběh života (14. říjen – USA)
- Inferno (13. říjen – Japonsko, USA)
- Moonlight (21. říjen – USA)
- Doctor Strange (4. listopad – USA)
- Skull Island (10. listopad – USA)
- Příchozí (11. listopad – USA)
- Fantastická zvířata a kde je najít (18. listopad – USA)
- Místo u moře (18. listopad – USA)
- An American Holiday (23. listopad – USA)
- Rogue One: Star Wars Story (12. prosinec – USA)
- La La Land (16. prosinec – USA)
- Pasažéři (21. prosinec – USA)
- Assassin's Creed (21. prosinec – USA)

## Ocenění a festivaly
Ceny udělované za počiny v roce 2016.
- 89. ročník udílení Oscarů – 26. února 2017
- 74. ročník udílení Zlatých glóbů – 8. ledna 2017
- Český lev 2016 – 4. března 2017
- Mezinárodní festival dokumentárních filmů Ji.hlava: Strašidla obcházejí Evropou
- Mezinárodní filmový festival Karlovy Vary: Křišťálový glóbus – Rodinné štěstí (Maďarsko)

## Nejvýdělečnější filmy
| Pořadí | Název                                  | Studio                  | Tržby $        |
| ------ | -------------------------------------- | ----------------------- | -------------- |
| 1.     | Captain America: Občanská válka        | The Walt Disney Studios | $1 153 000 000 |
| 2.     | Hledá se Dory                          | The Walt Disney Studios | $1 027 000 000 |
| 3.     | Zootropolis: Město zvířat              | The Walt Disney Studios | $1 024 000 000 |
| 4.     | Kniha džunglí                          | The Walt Disney Studios | $ 966 600 000  |
| 5.     | Tajný život mazlíčků                   | Universal Studios       | $875 500 000   |
| 6.     | Batman v Superman: Úsvit spravedlnosti | Warner Bros.            | $873 300 000   |
| 7.     | Rogue One: Star Wars Story             | The Walt Disney Studios | $838 400 000   |
| 8.     | Deadpool                               | 20th Century Fox        | $783 100 000   |
| 9.     | Fantastická zvířata a kde je najít     | Warner Bros.            | $778 700 000   |
| 10.    | Sebevražedný oddíl                     | Warner Bros.            | $745 600 000   |
| 11.    | Doctor Strange                         | The Walt Disney Company | $658 500 000   |
| 12.    | The Mermaid                            | Sony                    | $553 000 000   |
| 13.    | X-Men: Apokalypsa                      | 20th Century Fox        | $543 900 000   |
| 14.    | Kung Fu Panda 3                        | 20th Century Fox        | $521 200 000   |
| 15.    | Warcraft: První střet                  | Universal Studios       | $433 700 000   |

| Pořadí | Název                              | Distribuce | Česká premiéra     | Diváků  | Tržby (Kč)  |
| ------ | ---------------------------------- | ---------- | ------------------ | ------- | ----------- |
| 1.     | Anděl páně 2                       | Falcon     | 1. prosince 2016   | 913 767 | 110 385 631 |
| 2.     | Tajný život mazlíčků               | Cinemart   | 11. srpna 2016     | 510 953 | 67 484 804  |
| 3.     | Fantastická zvířata a kde je najít | Freeman    | 17. listopadu 2016 | 457 891 | 66 255 217  |
| 4.     | Dítě Bridget Jonesové              | Cinemart   | 15. září 2016      | 394 810 | 56 032 880  |
| 5.     | Lída Baarová                       | Cinemart   | 21. ledna 2016     | 414 735 | 53 140 546  |
| 6.     | Hledá se Dory                      | Falcon     | 16. června 2016    | 387 483 | 51 818 410  |
| 7.     | Bezva ženská na krku               | Cinemart   | 13. října 2016     | 372 581 | 50 161 809  |
| 8.     | Doba ledová: Mamutí drcnutí        | Cinemart   | 14. července 2016  | 366 548 | 49 436 367  |
| 9.     | Deadpool                           | Cinemart   | 11. února 2016     | 350 751 | 48 537 383  |
| 10.    | Teorie tygra                       | Cinemart   | 31. března 2016    | 385 974 | 44 569 162  |